# Juan Pujol García
Joan Pujol Garcia alternativt Joan Pujol i Garcia (katalanska), mer känd som Juan Pujol García (spanska), född 14 februari 1912 i Barcelona (Katalonien, Spanien), död 10 oktober 1988 i Caracas i Venezuela, var en spansk dubbelagent under andra världskriget. Han arbetade för tyska Abwehr men försåg dem i praktiken med uteslutande falsk information, och alla data han mottog från Tyskland gick direkt till brittiska MI5. Genom sitt spionage och sina desinformationsinsatser fick han motta både Brittiska imperieorden och tyska Järnkorset, det senare något oförtjänt.

## Biografi
Under det spanska inbördeskriget hade Pujol kommit i kontakt med tyskar. Via tyska ambassaden i Madrid kom han därefter att bli värvad som agent för tyska Abwehr. Därefter lyckades han även få kontakt med brittiska MI5, som han försåg med information som han snappade upp under arbetet för Abwehr. Av britterna fick han kodnamnet "Garbo", tidigare "Bovril". Till att börja med arbetade han från Lissabon i neutrala Portugal, där han delgav tyskarna mer eller mindre påhittade rapporter om brittiska militärhemligheter i Storbritannien. I Lissabon verkade även Duško Popov, en annan brittisk dubbelagent. Senare kom Pujol att flytta till London, MI5:s säte, där han fortsatte med sina "rapporteringar" till tyskarna.
15 juli 1941 skickade Pujol sin första rapport "hem" till Tyskland. Av tyskarna fick han täcknamnet Alaric (se Alarik). De betalade honom totalt motsvarande 340 000 US-dollar för att han för tyskarna skulle utveckla ett agentnätverk (med täcknamnet Arabal eller Arabel), som ett slag innehöll 27 namn – alla påhittade av Pujol. Särskilt viktig blev Pujols information under 1944, då bland annat hans "upplysningar" fick Wehrmacht att ända in i juli tro på och även förbereda sig på en allierad invasion av Calais via Dover.

### Efter kriget
Efter kriget gick Pujol under jorden. Pujol fruktade upptäckt och repressalier från överlevande nazister och tog hjälp av MI5 för att iscensätta sin skendöd. Han fick resa till Angola, där han 1949 rapporterades ha dött av malaria. Därefter flyttade han till Lagunillas i Venezuela, där han kom att tillbringa ett relativt anonymt liv som ägare av en bokhandel och presentbutik.

## Betydelse
Hans verksamhet räddade livet på tusentals allierade. En viktig effekt av hans meddelanden var att de starkt medverkade till att tyskarna förleddes tro att de allierade 1944 skulle landstiga vid Calais och att landstigningen i Normandie bara var en avledningsmanöver. Detta ledde till att tyskarnas militära styrkor placerades på fel ställe, något som starkt gynnade de allierades framryckning genom Normandie.
Det spekuleras i att han även var spion för Sovjetunionen, eftersom en av hans bästa vänner var den brittiske spionen Anthony Blunt.[källa behövs]

## Utmärkelser
För sina tjänster erhöll Pujol både Järnkorset och Brittiska imperieorden, grad MBE (Member of the Order of the British Empire). I sin roll som Arabel tilldelades han 29 juli 1944 Järnkorset av andra graden, för sin insats för den tyska krigsinsatsen. Järnkorset var normalt reserverat för män som kämpade vid fronten och krävde Adolf Hitlers personliga godkännande. Det presenterades via radio. 25 november samma år mottog Pujol i sin roll som Garbo Brittiska imperieorden från kung George VI.
Pujol var sålunda en av mycket få – om än inte den ende – som fick motta utmärkelser från båda sidorna under andra världskriget. Nazistledningen upptäckte aldrig dubbelspionaget.